# Luis Abraham Delgadillo
Luis Abraham Delgadillo Rivas (Managua, 26 de agosto de 1887 - 20 de diciembre de 1961) fue un músico, compositor y director de orquesta nicaragüense. 
El maestro Delgadillo es considerado el más destacado compositor clásico de Nicaragua y su talento es reconocido en toda Hispanoamérica.

## Nacimiento y formación
Nació en Managua, el 26 de agosto de 1887. hijo de don Teodoro Delgadillo y doña Manuela Rivas de Delgadillo. Gracias a una beca que le otorgó el gobierno del presidente José Santos Zelaya ingresó en el Conservatorio de Milán, Italia, donde se distinguió con honores.
A su regreso a Nicaragua, Delgadillo fue nombrado director de la Banda de los Supremos Poderes. También fue nombrado el primer director general de cultura musical, puesto que fue creado específicamente para él. De 1921 a 1925 vivió en la Ciudad de México, México, donde enseñó solfeo en el Conservatorio Nacional de Música. Realizó giras artísticas por diversos países latinoamericanos y en 1930 fue invitado por el Carnegie Hall de Nueva York, Estados Unidos, para dirigir un concierto de sus obras.
Se encontraba en Nueva York cuando ocurrió el terremoto de Managua de 1931, compuso como respuesta Romance oriental. Enseñó composición en la Ciudad de Panamá, Panamá, durante dos años a partir de 1943. editando simultáneamente la revista Armonía. Delgadillo fundó la Escuela Nacional de Música de Nicaragua y una orquesta sinfónica. Dirigió ambas organizaciones a partir de 1950.

## Delgadillo y el Himno Nacional
El 16 de diciembre de 1918, en el Ministerio de la Guerra, cantó junto con los profesores Carlos Ramírez Velásquez y Alberto Selva, el actual Himno Nacional Salve a ti (con letra del poeta Salomón Ibarra Mayorga), cuya música en Sol Mayor era de un salmo litúrgico y fue introducida por el fraile catequista franciscano Ernesto o Anselmo Castinove (oriundo de Toledo, España), a finales del siglo XVIII. 
Posteriormente Delgadillo le cambiaría la tonalidad a Mi Bemol Mayor para que pudiera ser cantado por los niños, pero por razones desconocidas, el citado himno no sería cantado y aprobado de forma oficial hasta 21 años después, el 20 de octubre de 1939, mediante el Decreto Ejecutivo n.º 3, publicado en La Gaceta, Diario Oficial, n.º 231 del 24 del mismo mes y año, siendo Presidente de la República el dictador General Anastasio Somoza García.

## Obras
Entre sus sinfonías destacan "Sinfonía Incaica" y "Teotihuacán" que expresan el espíritu de las altas culturas aborígenes del Nuevo Mundo.
Asimismo creó diversas obras inspiradas en el folklore nicaragüense, destacándose la suite "Diciembre", en la que desarrolla temas relacionados con el nacimiento del Niño Dios; y las Purísimas, celebración popular llamada La Gritería del 7 de diciembre de cada año, en honor de la Virgen María.

## Fallecimiento
Falleció en Managua, el 20 de diciembre de 1961 y fue sepultado en la Rotonda de las Personas Ilustres del Cementerio General de Managua.
Un catálogo cronológico de su producción artística se encuentra en el libro "Compositores de América", publicado por la Unión Panamericana de Washington.